# Guerra na Abecásia (1992–1993)
A Guerra na Abecásia entre 1992 e 1993 foi travada principalmente entre as forças governamentais georgianas de um lado e as forças separatistas da Abcásia apoiando a independência abcasia da Geórgia, por outro lado. Os georgianos étnicos que viviam na Abcásia lutaram ao lado de grande parte das forças governamentais georgianas. A população de etnia armênia e russa  apoiaram largamente os abecásios, e muitos lutaram ao seu lado. Os separatistas foram apoiados por milhares do Norte do Cáucaso e militantes cossacos e pelas forças da Federação Russa estacionadas próximo da Abcásia. [carece de fontes?]
A situação deste conflito foi agravada pela Guerra Civil na Geórgia entre os apoiantes do presidente afastado georgiano, Zviad Gamsakhurdia e do governo pós-golpe liderado por Eduard Shevardnadze, bem como o conflito georgiano-osseta.
Significativas violações de direitos humanos e atrocidades foram relatadas por todos os lados e culminaram na sequência da captura de Sucumi (capital da Abecásia) em 27 de setembro de 1993, que foi seguido por um grande campanha de limpeza étnica contra a população étnica georgiana (oficialmente reconhecida pela OSCE. e, também mencionada na resolução da ONU GA/10708). O Conselho de Segurança da ONU passou uma série de resoluções em que se apelava a um cessar-fogo e se condenava a política de limpeza étnica abcase. A partir de 13000 a 20000 georgianos étnicos e aproximadamente 3.000 abecásios foram dados como mortos, mais de 250000 georgianos se tornaram deslocados internos ou refugiados e 2000 são considerados desaparecidos.
A Era Pós-soviética da Geórgia foi fortemente afetada pela guerra e sofreu considerável danos financeiros, humanos e psicológicos. A Abcásia, foi devastada pela guerra e conflitos esporádicos posteriores continuaram .

## Antecedentes
Durante a década de 1980, a tensão entre os dois grupos étnicos (abcases e georgianos) aumentaram, quando a oposição georgiana começou a exigir a independência da Geórgia da União Soviética. Temendo que uma provável emancipação do governo de Tbilisi levaria a uma completa "georgização"  da Abcásia, os abcases reuniram mais de 30.000 assinaturas para o governo de Moscou declarando a RSSA de Abkhazeti como membro de pleno direito da União.
A tensão eclodiu em 16 de julho de 1989, quando tentou-se instalar uma sede da Universidade Estadual de Tbilisi em Sucumi. A violência contra georgianos foi desencadeada por extremistas que se opunham com veemência à nova universidade, vendo-a como um instrumento nas mãos dos georgianos para alargar a sua posição dominante. A agitação civil resultante rapidamente virou  confrontos militarizados e terminou com 16 mortos e 137 feridos. Após vários dias de violência, o Exército Vermelho interveio para restaurar a ordem na cidade. Durante esse tempo, o governo da União Soviética tinha poucas opções para evitar conflitos inter-étnicos, sendo que ela própria estava à beira do colapso.
Em 23 de agosto de 1990, perante o iminente colapso da União Soviética, o Soviete Supremo da Abcásia declarou independência da RSS Geórgia e sua inclusão como membro de pleno direito da URSS. A entrada para a reunião foi impedida a legisladores de origem georgiana, que tinham ordens de Tbilisi para boicotar esta declaração.
Por último, a Geórgia declarou a sua independência em 9 de abril de 1991. No entanto, o Governo de Zviad Gamsakhurdia ganhou a rejeição dos georgianos, e foi deposto em janeiro de 1992 pelo General Tengiz Kitovani. Seu sucessor como presidente foi Eduard Shevardnadze, ex-ministro dos Negócios Estrangeiros da União Soviética. Embora Chevardnadze não fosse nacionalista, o governo herdado de Gamsakhurdia estava infestado de políticos que o eram, portanto, teve que agir criteriosamente para evitar uma queda de seu recém-assumido governo.
Em 22 de fevereiro de 1992 foi abolida a constituição do RSS da Geórgia, e foi restaurada a da antiga República da Geórgia de 1921. Para os abcases, isso significava cancelar o seu nível de autonomia, por isso, em resposta, declarou a sua independência em 23 de julho de 1992. Tirando proveito dessa situação, muitos adeptos de Gamsakhurdia ("zviadistas") refugiaram-se na Abcásia.
Sob o pretexto de que os zviadistas tinham seqüestrado o ministro do Interior da Geórgia e o mesmo era mantido em cativeiro na Abcásia, o governo de Tbilisi enviou mais de 3.000 soldados  na província rebelde para restabelecer a ordem, dando inicio a guerra em 14 de agosto.

## A Guerra

Eventos da guerra em 1993.

Pesados combates eclodiram entre o exército da Geórgia e milícias abcases nas proximidades de Sukhumi, o que não impediu em 18 dias, o Exército da Geórgia conseguisse entrar na capital, controlando grande parte do território e provocando a fuga do governo da Abcásia.
A derrota dos rebeldes levou, em primeira instância, a formação de uma Confederação dos Povos da Montanha do Cáucaso: um grupo de paramilitares de diferentes povos pró-russo (Ossetios, Cossacos, chechenos, etc.) na região. Centenas de voluntários provenientes da Rússia, tais como Shamil Basayev, se juntaram à causa separatista Abcase. Embora, em 3 de setembro tenha se negociado em Moscou um plano de cessar-fogo, Gagra foi atacada em 2 de agosto pelas tropas do CPMC, sendo executada a maior parte da população georgiana da cidade.
Embora a Rússia se declarou neutra no conflito, há muitos testemunhos de bombardeios de aeronaves russas a tropas da Geórgia. Chevardnadze acusou a Rússia de realizar uma guerra não declarada contra a Geórgia, teoria que foi reforçada quando foram capturados entre os separatistas, militares russos,o que levou as tropas georgianas a abaterem um avião militar russo que sobrevoava ao longo do território da Abcasia em 11 de março de 1993.

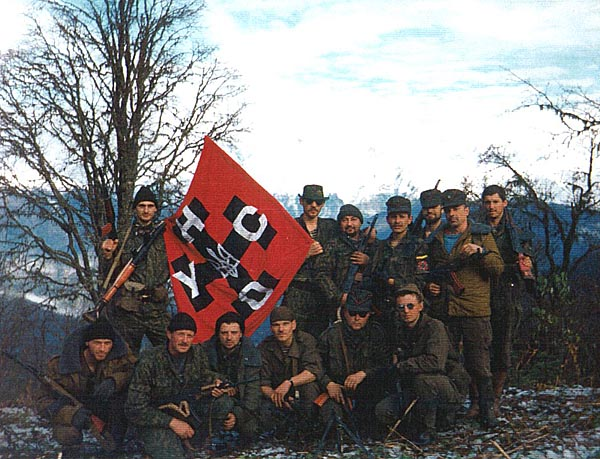
Voluntários da organização paramilitar ucraniana UNA-UNSO

Os paramilitares fizeram uma forte ofensiva para capturar Sukhumi, mas foram repelidos. Nesse momento, inicia-se um genocídio contra a população de etnia georgiana pelos rebeldes abcases nos territórios controlados pelo Exército. Estima-se que mais de 6.000 pessoas pereceram como parte de tais métodos de limpeza étnica.
Em 2 de julho após a retomada dos combates com apoio aéreo russo, os rebeldes atingiram a cidade de Tamishi e aproximaram-se de Sukhumi até serem repelidos após uma feroz batalha. No entanto, Sukhumi foi cercada pelos rebeldes. No dia 27, foi assinado um acordo de cessar fogo em Sotchi, que foi quebrado novamente em alguns meses.
Durante uma visita do Presidente Shevardnadze a Sukhumi, as tropas separatistas lançaram um ataque definitivo contra a cidade em 16 de setembro. Antes da queda iminente de Sukhumi, houve um ataque contra o hotel onde estava residente Chevardnadze, que foi salvo milagrosamente, e que teve de fugir da cidade em um navio russo.
Sukhumi caiu em 27 setembro e com isto, as forças separatistas rapidamente conseguiram controlar o resto do território da Abecásia e expulsar a maioria das comunidades de origem georgiana. Estima-se que mais de 10.000 morreram durante o conflito e que, entre 250 e 300 mil tiveram que fugir da Abecásia. Estes exilados se dirigiram principalmente para a área Mingrélia, o epicentro da Guerra Civil contra zviadistas.

## O Fim do Conflito
Em Dezembro de 1993, a Geórgia e líderes da Abecásia assinaram um acordo de paz após a mediação da ONU e da Rússia. Em 4 de abril de 1994, em Moscou, foi assinada a "Declaração de Política para o Conflito da Geórgia-Abecásia". Por sua vez, em Junho de 1994, forças de paz da Comunidade dos Estados Independentes composta apenas por soldados russos entraram na Abecásia e meses depois veio uma Missão de Observadores das Nações Unidas na Geórgia.
No entanto, as atrocidades contra os georgianos étnicos não terminou. Estima-se que 1500 georgianos foram exterminados após o acordo de paz. Em 14 de setembro de 1994, através da televisão aberta, os dirigentes da Abcásia, ordenaram a expulsão de todos os georgianos antes do dia 27, aniversário da queda de Sukhumi. Em 30 de novembro foi assinada uma nova Constituição que reafirmou a independência da Abcásia, mas que não foi reconhecida por nenhuma outra nação e ainda seria repudiada pelos Estados Unidos em 15 de dezembro. Em 21 de março de 1995, o Alto Comissário das Nações Unidas para os Refugiados acusou milicias da Abkhazia de assassinatos e torturas de dezenas de refugiados no distrito de Gali. Entretanto, e apesar do embargo, que pendia sobre a região, a Rússia apoiou militarmente e economicamente o governo abcase.
Em Abril de 1998, centenas de forças abcases entraram no distrito Gali matatando vários georgianos que permaneceram na área. Eduard Shevardnadze, no entanto, se recusou a enviar tropas para a zona de conflito e um novo cessar fogo foi assinado em 20 de maio. Esta nova escalada terminou com centenas de mortos e mais de 20.000 novos refugiados georgianos.